# Pedro Arreitunandia
Pedro Arreitunandia Quintero est un coureur cycliste espagnol né le 24 juillet 1974 à Pontevedra. Il est passé professionnel en 1999 au sein de l'équipe Euskaltel-Euskadi. Il compte trois victoires durant sa carrière professionnelle.

## Palmarès

### Palmarès amateur
- 1997
  - 2e étape du Tour de Navarre
  - Tour du Goierri
  - Xanisteban Saria
  - 3e du Mémorial Gervais
- 1998
  - San Gregorio Saria
  - Dorletako Ama Saria
  - 2e de la Prueba San Juan
  - 3e de la Subida a Gorla
  - 3e du Torneo Euskaldun
- 2001
  - San Roman Saria
  - Circuito Aiala
  - Tour de Palencia
  - Tour de Tenerife
  - 2e du Tour de Zamora
  - 2e de la Klasika Lemoiz

### Palmarès professionnel
- 2002
  - 3e du Trophée Joaquim Agostinho
- 2003
  - 9e étape du Tour du Portugal
  - 3e de la Clásica a los Puertos
- 2005
  - 3e étape de la Bicyclette basque
  - 4e étape du Tour de Murcie
  - 3e de la Semaine catalane
  - 3e du Brixia Tour
- 2007
  - 2e du Grand Prix de Lugano
  - 3e de la Subida al Naranco

## Résultats sur le Tour d'Espagne
1 participation
- 2004 : abandon (17e étape)

## Classements mondiaux
| Année           | 2005 | 2009 | 2007 |
| --------------- | ---- | ---- | ---- |
| UCI Europe Tour | 28e  | 237e | 146e |